# Otto I (hrabia Nassau)
Otto I (zm. przed 19 marca 1290) – hrabia Nassau od 1250/1251, założyciel ottońskiej linii dynastii Nassau (późniejszej dynastii orańskiej). 

## Życiorys
Otto był synem hrabiego Nassau Henryka II oraz Matyldy, córki hrabiego Geldrii Ottona I. W 1250/1251 przejął tytuł hrabiego Nassau po swoim ojcu wspólnie ze starszym bratem Walramem II. W 1255 bracia podzielili między siebie ojcowiznę, co zapoczątkowało trwały podział dóbr Nassau pomiędzy dwie linie tej dynastii wywodzące się od braci. Walram otrzymał dobra na północ od Lahn z Dillenburgiem, Hadamarem, Siegen i Herborn. Toczył spory z sąsiadami. Wskutek konfliktu z zakonem krzyżackim o dobra, które zakonnikom miały przypaść na mocy zapisu testamentowego ojca lub wuja, został obłożony klątwą.

## Rodzina
Żoną Ottona była Elżbieta z Leiningen, córka hrabiego Emicha IV. Para miała następujące dzieci:
- Henryk III, hrabia Nassau-Siegen,
- Jan, hrabia Nassau-Dillenburg,
- Emich I, hrabia Nassau-Hadamar,
- Gertruda, zakonnica,
- Otto, kanonik,
- Matylda, żona hrabiego Vianden Gerarda I[1].